# Scaphyglottis grandiflora
Scaphyglottis grandiflora  é uma espécie de orquídea epífita, cujos novos pseudobulbos geralmente brotam tanto da base como do topo dos pseudobulbos mais antigos. É originária da Guiana, Venezuela e norte do Brasil.